# Hypolimnas vitramana
Hypolimnas vitramana är en fjärilsart som beskrevs av Hans Fruhstorfer 1912. Hypolimnas vitramana ingår i släktet Hypolimnas och familjen praktfjärilar. Inga underarter finns listade i Catalogue of Life.